# Марко Рохас
Марко Родріго Рохас (англ. Marco Rodrigo Rojas, нар. 5 листопада 1991, Гамільтон, Нова Зеландія) — новозеландський футболіст, півзахисник національної збірної Нової Зеландії та австралійського клубу «Мельбурн Вікторі».

## Клубна кар'єра
Вихованець футбольної школи клубу «Ваїкато». Дорослу футбольну кар'єру розпочав 2008 року в основній команді того ж клубу, в якій провів один сезон, взявши участь у 13 матчах чемпіонату. 
Своєю грою за цю команду привернув увагу представників тренерського штабу клубу «Веллінгтон Фенікс», до складу якого приєднався 2009 року. Відіграв за команду з Веллінгтона наступні два сезони своєї ігрової кар'єри.
2011 року уклав контракт з клубом «Мельбурн Вікторі», у складі якого провів наступні два роки своєї кар'єри гравця. Більшість часу, проведеного у складі «Мельбурн Вікторі», був основним гравцем команди.
Згодом з 2013 по 2014 рік грав у складі команд клубів «Штутгарт» II та «Гройтер».
З 2015 року один сезон захищав кольори команди клубу «Тун». Граючи у складі «Туна» також здебільшого виходив на поле в основному складі команди.
До складу клубу «Мельбурн Вікторі» приєднався 2016 року.

## Виступи за збірні
2011 року залучався до складу молодіжної збірної Нової Зеландії. На молодіжному рівні зіграв у 9 офіційних матчах, забив 4 голи.
2012 року  захищав кольори олімпійської збірної Нової Зеландії. У складі цієї команди провів 6 матчів. У складі збірної — учасник футбольного турніру на Олімпійських іграх 2012 року у Лондоні.
2011 року дебютував в офіційних матчах у складі національної збірної Нової Зеландії.
У складі збірної був учасником кубка націй ОФК 2016 року на Соломонових Островах, на якому команда здобула бронзові нагороди, кубка націй ОФК 2016 року у Папуа Новій Гвінеї, здобувши того року титул переможця турніру, розіграшу Кубка конфедерацій 2017 року в Росії.

## Статистика виступів

### Статистика клубних виступів
| Сезон                         | Команда                       | Чемпіонат                     | Чемпіонат | Чемпіонат | Національний кубок | Національний кубок | Національний кубок | Континентальні кубки | Континентальні кубки | Континентальні кубки | Інші змагання | Інші змагання | Інші змагання | Усього | Усього |
| Сезон                         | Команда                       | Ліга                          | Ігор      | Голів     | Ліга               | Ігор               | Голів              | Ліга                 | Ігор                 | Голів                | Ліга          | Ігор          | Голів         | Ігор   | Голів  |
| ----------------------------- | ----------------------------- | ----------------------------- | --------- | --------- | ------------------ | ------------------ | ------------------ | -------------------- | -------------------- | -------------------- | ------------- | ------------- | ------------- | ------ | ------ |
| 2008–09                       | «Ваїкато»                     | ЧНЗ                           | 13        | 1         | -                  | -                  | -                  | -                    | -                    | -                    | -             | -             | -             | 13     | 1      |
| 2009–10                       | «Веллінгтон Фенікс»           | А-Ліга                        | 4         | 0         | -                  | -                  | -                  | -                    | -                    | -                    | -             | -             | -             | 4      | 0      |
| 2010–11                       | «Веллінгтон Фенікс»           | А-Ліга                        | 17        | 2         | -                  | -                  | -                  | -                    | -                    | -                    | -             | -             | -             | 17     | 2      |
| Усього за «Веллінгтон Фенікс» | Усього за «Веллінгтон Фенікс» | Усього за «Веллінгтон Фенікс» | 21        | 2         |                    | -                  | -                  |                      | -                    | -                    |               | -             | -             | 21     | 2      |
| 2011–12                       | «Мельбурн Вікторі»            | А-Ліга                        | 24        | 0         | -                  | -                  | -                  | -                    | -                    | -                    | -             | -             | -             | 24     | 0      |
| 2012–13                       | «Мельбурн Вікторі»            | А-Ліга                        | 17        | 12        | -                  | -                  | -                  | -                    | -                    | -                    | -             | -             | -             | 17     | 12     |
| Усього за «Мельбурн Вікторі»  | Усього за «Мельбурн Вікторі»  | Усього за «Мельбурн Вікторі»  | 41        | 12        |                    | -                  | -                  |                      | -                    | -                    |               | -             | -             | 41     | 12     |
| Усього за кар'єру             | Усього за кар'єру             | Усього за кар'єру             | 75        | 15        |                    | -                  | -                  |                      | -                    | -                    |               | -             | -             | 75     | 15     |

## Титули і досягнення
- Володар Кубка Австралії (1):

«Мельбурн Вікторі»: 2021
- Чемпіон Чилі (1):

«Коло-Коло»: 2022
Збірні
- Переможець Молодіжного чемпіонату ОФК: 2011
- Володар Кубка націй ОФК: 2016
- Бронзовий призер Кубка націй ОФК: 2012